# Teleshopping
Výraz teleshopping označuje jeden z druhů obchodního sdělení, které v televizi nebo v rádiu oslovuje veřejnost s nabídkou zboží a služeb. Blízkým, ne však totožným pojmem je reklama.

## Pojem
Teleshopping je právně vymezen v zákoně č. 231/2001 Sb. o provozování rozhlasového a televizního vysílání. Podle § 2 odst. 1 písm. r se teleshoppingem rozumí „přímá nabídka zboží, a to včetně nemovitého majetku, práv a závazků, nebo služeb, určená veřejnosti a zařazená do rozhlasového či televizního vysílání za úplatu nebo obdobnou protihodnotu“. Evropská směrnice 89/552/EHS ho potom definuje jako „televizní vysílání přímých nabídek pro veřejnost na poskytnutí zboží nebo služeb, včetně nemovitého majetku, práv a povinností, za úplatu“.
Rozdíl mezi reklamou a teleshoppingem spočívá především v délce, přímosti a interaktivitě sdělení. Teleshoppingový pořad trvá bez přerušení alespoň 15 minut, zatímco většina reklam nepřesáhne 1 minutu. Během teleshoppingu často známá osobnost představuje přednosti konkrétního výrobku. Divák se dozvídá přesnou cenu, která je obvykle doplněna možností bonusu nebo slevy při zakoupení většího množství nabízeného zboží či při okamžitém objednání. Pro rychlé navázání kontaktu je uváděno telefonní číslo, popřípadě adresa nebo jiné podobné údaje.  
Teleshopping se může díky většímu množství času snažit navázat bližší kontakt se svým adresátem. Oslovuje často konkrétní skupinu jedinců a apeluje na jejich povahové vlastnosti.
Známým moderátorem teleshoppingových pořadů je Němec Horst Fuchs. V Česku působí především firmy Top Shop, MediaShop a BCTV.
Jako teleshopping jsou rovněž označovány teleshoppingové soutěže, v Česku se jedná například o pořad Rychlá hra.